# ليفي ميخائيل
ليفي ميخائيل (بالإنجليزية: Levi Michael)‏ هو لاعب كرة قاعدة أمريكي، ولد في 9 فبراير 1991 في ليكسينغتون في الولايات المتحدة.

## وصلات خارجية
- ليفي ميخائيل على موقع دوري كرة القاعدة الرئيسي (الإنجليزية)
- ليفي ميخائيل على موقعبيزبول رفرنس.كوم (الدوري الثانوي) (الإنجليزية)